# Dagmara Płaza-Opacka
Dagmara Jolanta Płaza-Opacka (21 czerwca 1953 w Sopocie) – polska historyk i muzealnik, kuratorka wystaw. W latach 1998–2013 dyrektor Muzeum Miasta Gdyni.

## Życiorys
Urodziła się w Sopocie w 1953 w rodzinie gdańskich kolejarzy, jej ojciec był telegrafistą, zaś matka zajmowała się domem. Dzieciństwo spędziła w gdańskiej Oliwie. Jest absolwentką historii na Wydziale Historycznym Uniwersytetu Gdańskiego. Po ukończeniu studiów, w 1978 rozpoczęła pracę na stanowisku asystenta w Muzeum im. W. Kętrzyńskiego w Kętrzynie. Następnie w 1983 została zatrudniona przez nowo powstałe Muzeum Miasta Gdyni na stanowisku kierownika Działu Dokumentacji Historii Miasta i Portu. W 1998 w drodze konkursu objęła stanowisko dyrektora tej instytucji, funkcję tę pełniła do przejścia na emeryturę w 2013. Podczas dyrekcji Płazy-Opackiej, zapadły strategiczne decyzje odnośnie do budowy nowego gmachu. Od momentu powstania muzeum najpierw jako pracownik, a następnie jako dyrektor, współtworzyła bogaty dorobek tej instytucji.
W latach 2014–2018 zasiadała w Radzie Muzeum Miasta Gdyni.
Jest współautorką wszystkich trzech części książki „Wędrówki po dziejach Gdyni”.

## Życie prywatne
Jest żoną historyka, prof. Zbigniewa Opackiego, ma dwójkę dzieci.

## Nagrody
- Laureatka Nagrody Prezydenta Gdyni dla muzealników (2008)[3]